# Кливленд, Тайри
Тайри Кливленд (англ. Tyrie Cleveland, 20 сентября 1997, Хьюстон, Техас) — профессиональный американский футболист, уайд ресивер клуба НФЛ «Денвер Бронкос». На студенческом уровне выступал за команду Флоридского университета, на драфте НФЛ 2020 года был выбран в седьмом раунде.

## Биография
Тайри Кливленд родился 20 сентября 1997 года в Хьюстоне. Он окончил старшую школу Уэстфилд в округе Харрис. В составе её футбольной команды за последние два года учёбы он набрал более 2 000 ярдов на приёме, сделал 27 тачдаунов. В 2016 году Кливленд принимал участие в Матче всех звёзд школьного футбола в Орландо. После окончания школы он поступил во Флоридский университет.

### Любительская карьера
В турнире NCAA Кливленд дебютировал в сезоне 2016 года. Он сыграл в одиннадцати матчах команды, четыре начал в стартовом составе. В игре против «ЛСЮ Тайгерс» он набрал 124 ярда, в том числе занёс 98-ярдовый тачдаун, ставший рекордным для новичков «Флориды Гейторс». В 2017 году он сыграл в десяти матчах и стал лидером команды, набрав на приёме 410 ярдов.
Сезон 2018 года он провёл в статусе игрока основного состава, сыграв в двенадцати матчах и пропустив Пич Боул из-за травмы. Тренерский штаб команды задействовал его в специальных командах при пробитии пантов, где Кливленд сделал пять захватов. В 2019 году он принял участие в двенадцати играх и установил личный рекорд по количеству приёмов. Всего за четыре года карьеры он набрал 1 271 ярд на приёме и 242 ярда на возвратах начальных ударов.

#### Статистика выступлений в NCAA
| Сезон | Команда         | Игры | Приём | Приём | Приём | Приём | Вынос | Вынос | Вынос | Вынос |
| Сезон | Команда         | Игры | Rec   | Yds   | Y/A   | TD    | Att   | Yds   | Y/A   | TD    |
| ----- | --------------- | ---- | ----- | ----- | ----- | ----- | ----- | ----- | ----- | ----- |
| 2016  | Флорида Гейторс | 11   | 14    | 298   | 21,3  | 2     | 0     | 0     | 0,0   | 0     |
| 2017  | Флорида Гейторс | 10   | 22    | 410   | 18,6  | 2     | 2     | 6     | 3,0   | 0     |
| 2018  | Флорида Гейторс | 12   | 18    | 212   | 11,8  | 3     | 0     | 0     | 0,0   | 0     |
| 2019  | Флорида Гейторс | 12   | 25    | 351   | 14,0  | 1     | 0     | 0     | 0,0   | 0     |
| Всего | Всего           | 45   | 79    | 1 271 | 16,1  | 8     | 2     | 6     | 3,0   | 0     |

### Профессиональная карьера
Перед драфтом НФЛ 2020 года обозреватель сайта Bleacher Report Мэтт Миллер лучшими качествами Кливленда называл сильные руки и хорошую технику ловли мяча, хорошие антропометрические данные, опыт игры в составе специальных команд. К минусам он относил низкую продуктивность принимающего, проблемы при игре против плотного прикрытия и в контактной борьбе, недостаток быстроты и маневренности.
Кливленд был выбран «Денвером» в седьмом раунде драфта. В июле принимающий подписал с клубом четырёхлетний контракт на общую сумму 3,37 млн долларов. В регулярном чемпионате 2020 года он провёл на поле 303 снэпа, 72 из которых в нападении. В его сторону было сделано восемь передач, шесть из которых он принял. Лучшим образом Кливленд проявил себя в заключительной игре, получив больше игрового времени из-за травмы Тима Патрика: четыре приёма на 45 ярдов и реализация трёх третьих даунов. 

#### Статистика выступлений в НФЛ

##### Регулярный чемпионат
| Сезон | Команда        | Игры | Приём | Приём | Приём | Приём | Вынос | Вынос | Вынос | Вынос |
| Сезон | Команда        | Игры | Rec   | Yds   | Y/A   | TD    | Att   | Yds   | Y/A   | TD    |
| ----- | -------------- | ---- | ----- | ----- | ----- | ----- | ----- | ----- | ----- | ----- |
| 2020  | Денвер Бронкос | 10   | 6     | 63    | 10,5  | 0     | 0     | 0     | 0,0   | 0     |
| Всего | Всего          | 10   | 6     | 63    | 10,5  | 0     | 0     | 0     | 0,0   | 0     |